# A-sida och B-sida
A-sida och B-sida är inom inspelad musik en term som syftar på de båda sidorna av de vinylskivor som singlar trycktes på från början av 1950-talet och fram till början av 1990-talet. Termen har kommit att tala om vilken låt som legat på vilken sida av skivan, med A-sidan som marknadsfördes med hopp om att ofta spelas i radio och bli en hit, medan B-sidan oftast blivit mindre berömd.
B-sidor är ofta restmaterial som inte ligger på någon reguljär skiva, och inte är lika kända som övriga låtar. B-sidor är inte varianter av titellåten. Singlar trycktes i många år på 7" vinylskivor, vilka i likhet med kassettband har en A- och en B-sida och måste vändas. Singlar har traditionellt heller inte tryckts upp i nya upplagor när den första sålts slut. Detta har givit upphov till singel- och B-sidesamlingar, exempelvis Kents B-sidor 95–00.
Det finns också exempel på B-sidor som blivit populära. Ett exempel är singeln They Are Coming to take Me Away Ha-Haaa! av Napoleon XIV, där B-sidan var exakt samma fast baklänges och med spegelvänd etikett. En annan populär B-sida är Ulf Lundells Hon gör mej galen, som ursprungligen låg som B-sida på singeln Pojkarna längst fram (1991), samt Gloria Gaynors I Will Survive som ursprungligen låg som B-sida på singeln Substitute från 1978.
Ett annat exempel är Kraftwerks låt "The Model" som först var en B-sida på singeln "Computer Love", men sedan släpptes som en dubbel A-sida under namnet "The Model/Computer Love", i samband med att flera personer som jobbade på radion hade börjat upptäcka B-sidan. Singeln nådde plats 1 på UK Singles Chart.

## Dubbel A-sida
En singel med dubbel A-sida är en singel med två ledande singlar. The Beatles gav ut ett flertal dubbla A-sidor, till exempel "Day Tripper"/"We Can Work It Out" (1965), "Yellow Submarine"/"Eleanor Rigby" (1966), "Strawberry Fields Forever"/"Penny Lane" (1967) och "Come Together"/"Something" (1969). Ett annat exempel är Depeche Modes "Blasphemous Rumours"/"Somebody" (1984), och ett senare, svenskt, är Håkan Hellströms dubbla A-sida "Saknade te havs"/"River en vacker dröm" (2010).

## b/w
Termen "b/w" är en förkortning av "beside with" "backed with" eller "bundled with" (tillsammans med), och används oftast för att introducera andra låtar på ett album med hjälp av en populär singel.